# يان فروتشن
يان فروتشن هو سياسي أمريكي، ولد في 24 نوفمبر 1926 في بوتسفيل في الولايات المتحدة. انتخب عضو مجلس نواب فلوريدا ‏.